# パスカル・オルメタ
パスカル・オルメタ（Pascal Olmeta、1961年4月7日 - ）は、フランス・バスティア出身の元サッカー選手。ポジションはゴールキーパー。

## 経歴
1990年代にオリンピック・マルセイユやオリンピック・リヨンでプレーした。
元フランス代表のエリック・カントナとは親交があり、世界選抜対マンチェスター・ユナイテッドFCによって行われたチャリティーゲームでは、カントナとともにマンチェスター・ユナイテッド側の選手として出場した。
2002年、FIFAビーチサッカーワールドカップのフランス代表としてゴールを守り、大会最優秀GKに選出された。

## 人物
既婚者であり、2人の子供がいる。
2016年、2011年にジンバブエにて行われた象狩りで自身が撃ち殺した象をバックに笑顔を見せるオルメタの写真が公開され、批判を浴びた。オルメタ自身は、現地にて増えすぎた象を狩っただけにすぎず、趣味目的で殺したわけではないと弁明した。